# Zarube
Zarube (cyr. Зарубе) – wieś w Serbii, w okręgu kolubarskim, w mieście Valjevo. W 2011 roku liczyła 143 mieszkańców.